# تشارلين يي
تشارلين يي (بالإنجليزية: Charlyne Yi) (و. 1986  م) هي ممثلة هزلية، وممثلة صوت، ومنتجة أفلام، وكاتبة سيناريو، ومؤلفة موسيقى تصويرية أمريكية، ولدت في لوس أنجلوس.

## التعليم
تعلمت في Bloomington High School (California) ‏.

## وصلات خارجية
- تشارلين يي على موقع IMDb (الإنجليزية)
- تشارلين يي على موقع ألو سيني (الفرنسية)
- تشارلين يي على موقع ميوزك برينز (الإنجليزية)
- تشارلين يي على موقع أول موفي (الإنجليزية)
- تشارلين يي على موقع قاعدة بيانات الأفلام السويدية (السويدية)
- تشارلين يي على موقع إن إن دي بي (الإنجليزية)
- تشارلين يي على موقع قاعدة بيانات الفيلم (الإنجليزية)
- تشارلين يي على موقع كينوبويسك (الروسية)